# Petar Fajfrić
Petar Fajfrić (Servisch: Петар Фајфрић) (Berkasovo, 15 februari 1942 - Šabac,  11 maart 2021) was een Servisch handballer.
Op de Olympische Spelen van 1972 in München won hij de gouden medaille met Joegoslavië, nadat men in de finale Tsjecho-Slowakije had verslagen. Fajfrić speelde vijf wedstrijden, waaronder de finale, en scoorde één goal.
Abaz Arslanagić · Čedomir Bugarski · Petar Fajfrić · Hrvoje Horvat · Milorad Karalić · Đorđe Lavrnić · Milan Lazarević · Zdravko Miljak · Slobodan Mišković · Branislav Pokrajac · Nebojša Popović · Miroslav Pribanić · Dobrivoje Selec · Albin Vidović · Zoran Živković · Zdenko Zorko